# Хилперих I (Бургундия)
Вижте пояснителната страница за други личности с името Хилперих.
Хилперих I (Chilperich I.; † 480) е крал на бургундите през 457 – 480 г. Той е брат на крал Гундиох († 473) и вероятно син на крал Гундахар († 436).
Хилперих I е през 457 г. крал още по времето на брат му, който е женен за сестрата на римския военачалник Рицимер († 472). След смъртта на брат му през 473 г. Хилперих I е единственият крал. Той поема и неговата служба като Magister militum Galliarum, докато синът на Гундиох, Гундобад, получава титлатата на Magister militum praesentialis, на императорски военачалник. Хилперих ръводи в началото боевете против вестготите, прекратява ги обаче, когато неговият племенник Гундобад пада през 474 г. в немилост при римския император Юлий Непот. Това води до преговори, при които Юлий Непот прекратява Федерати-договора и признава не само независимостта на бургундите, а и собствеността на провинция Viennensis (Ронската низина), чиято южна част Хилперих отново загубва през 476 г.
Хилперих се жени през 471 г. за Каретена, остава обаче бездетен, така че след неговата смърт през 480 г. кралството се управлява от четирите сина на брат му Гундиох, които си го разделят: Гундобад (в Лион), Годегизел (в Женева), Хилперих II (във Валанс) и Годомар I (във Виен).